# Іванівка (Раївська сільська громада)
Іва́нівка — село в Україні, у Синельниківському районі Дніпропетровської області. Входить до складу Раївської сільської громади. Населення за переписом 2001 року становить 130 осіб. 

## Історія
До 2017 року орган місцевого самоврядування - Новогнідська сільська рада.
12 червня 2020 року, відповідно до розпорядження Кабінету Міністрів України № 709-р від «Про визначення адміністративних центрів та затвердження територій територіальних громад Дніпропетровської області», увійшло до складу Раївської сільської громади.
19 липня 2020 року, в результаті адміністративно-територіальної реформи та ліквідації   Синельниківського (1923—2020) району, село увійшло до складу новоутвореного Синельниківського району.

## Географія
Село Іванівка знаходиться за 1,5 км від сіл Новогніде і Панасівка, за 2,5 км від міста Синельникове. Поруч проходить залізниця, станція Синельникове I за 4 км.

## Інтернет-посилання
- Погода в селі Іванівка [Архівовано 21 грудня 2011 у Wayback Machine.]